# Trichopterna
Trichopterna là một chi nhện trong họ Linyphiidae.